# Sukaasih (Purbaratu)
Sukaasih is een bestuurslaag in het regentschap Kota Tasikmalaya van de provincie West-Java, Indonesië. Sukaasih telt 5676 inwoners (volkstelling 2010).